# Beatrice Exner
Beatrice B. «Bot-Pot» Exner (7 de mayo de 1914 - 25 de agosto de 2004) fue una profesora, botánica, y micóloga estadounidense. Fue profesora emérita de la Universidad Estatal de Luisiana, en el Departamento de Biología vegetal, donde ingresó en 1958, y se retiró en 1988.

## Algunas publicaciones
- e.c. Tims, p.j. Mills, b. Exner. 1954. Thread-blight (Pellicularia koleroga) in Louisiana. Plant Dis. Reptr. 38 ( 9): 634-637

- b. Exner. 1953. Comparative studies of four Rhizoctonias occurring in Louisiana. Mycologia 45: 698-719

- -----------, s.j.p. Chilton. 1944. . Comparative studies of basidiospore cultures of Rhizoctonia solani. Phytopath. 34(12): 999